# Chester Weber
Chester Weber est un meneur américain spécialisé en attelage à quatre chevaux. Il est vice-champion du monde en individuel et médaille de bronze par équipe dans la discipline lors des championnats du monde de 2012. En 2014, il obtient le titre de vice-champion du monde lors des Jeux équestres mondiaux en Normandie.